# George Hall (Politiker, 1770)
George Hall (* 12. Mai 1770 in Cheshire, Colony of Connecticut; † 20. März 1840 in Onondaga Valley, New York) war ein US-amerikanischer Jurist und Politiker. Zwischen 1819 und 1821 vertrat er den Bundesstaat New York im US-Repräsentantenhaus.

## Werdegang
George Hall wurde ungefähr fünf Jahre vor dem Ausbruch des Unabhängigkeitskrieges in Cheshire im New Haven County geboren. Er besuchte Gemeinschaftsschulen. Dann studierte er Jura. Nach dem Erhalt seiner Zulassung als Anwalt begann er in Onondaga County zu praktizieren. Er zog 1802 nach Onondaga, wo er als Anwalt praktizierte. Darüber hinaus war er 1802 Postmeister in Onondaga Hollow. 1800 wurde er Vormundschafts- und Nachlassrichter (surrogate) im Onondaga County – eine Stellung, die er bis 1822 innehatte. Während dieser Zeit war er in den Jahren 1811 und 1812 Supervisor. Dann saß in den Jahren 1816 und 1817 in der New York State Assembly. Zwischen 1818 und 1822 war er Friedensrichter.
Als Gegner einer zu starken Zentralregierung schloss er sich in jener Zeit der von Thomas Jefferson gegründeten Demokratisch-Republikanischen Partei an. Bei den Kongresswahlen des Jahres 1818 für den 16. Kongress wurde er im 19. Wahlbezirk von New York in das US-Repräsentantenhaus in Washington, D.C. gewählt, wo er am 4. März 1819 die Nachfolge von James Porter antrat. Im Jahr 1820 erlitt er bei seiner Wiederwahlkandidatur eine Niederlage und schied nach dem 3. März 1821 aus dem Kongress aus.
Nach seiner Kongresszeit ging er wieder seiner Tätigkeit als Anwalt nach. Am 20. März 1840 verstarb er in Onondaga Valley und wurde dann auf dem gleichnamigen Friedhof beigesetzt.